# Roland Berbig
Roland Berbig (* 12. Mai 1954 in Quedlinburg) ist ein deutscher Literaturwissenschaftler. Er war Professor für Neuere deutsche Literatur an der Humboldt-Universität zu Berlin.

## Leben
Roland Berbig studierte von 1974 bis 1978 Anglistik, Amerikanistik, Germanistik und Pädagogik an der Humboldt-Universität zu Berlin. 1981 wurde er mit der Arbeit Interpretierende Untersuchungen zu poetischen Formen des Erbens an ausgewählten Beispielen der Hölderlin-Rezeption in der DDR-Lyrik ebenda promoviert und arbeitete anschließend als Wissenschaftlicher Assistent an der Filmhochschule für Film und Fernsehen in Potsdam-Babelsberg und an der Humboldt-Universität. 1994 habilitierte er mit der Schrift Schriftstellerprofile und literarische Vereinigungen. Beiträge zur Literaturgeschichte Berlins im 19. Jahrhundert und war von 2000 bis 2019 außerplanmäßiger Professor an der Humboldt-Universität.
Er war Vorsitzender der Theodor Fontane Gesellschaft. Seine Forschungsschwerpunkte liegen, neben der Literatur des 19. und 20. Jahrhunderts, insbesondere bei Theodor Fontane, Günter Eich, Uwe Johnson und der DDR-Literatur.
Roland Berbig erhielt am 5. Juli 2025 in Potsdam den alle drei Jahre verliehenen Fontane-Wissenschaftspreis für herausragende Verdienste um die Erforschung von Werk und Leben des Schriftstellers Theodor Fontane.

## Veröffentlichungen

### Als Verfasser
- mit Bettina Hartz: Theodor Fontane im literarischen Leben. Zeitungen und Zeitschriften, Verlage und Vereine (= Schriften der Theodor Fontane Gesellschaft. Band 3). De Gruyter, Berlin 2000, ISBN 3-11-016293-8.
- mit Josefine Kitzbichler: Theodor-Fontane-Chronik. Fünf Bände. De Gruyter, Berlin 2010, ISBN 978-3-11-018910-0.
- Am Rande der Welt. Günter Eich in Geisenhausen 1944–1954. Wallstein, Göttingen 2013, ISBN 978-3-8353-1259-3.
- Günter Eich und Baden-Baden (= Spuren. Heft 114). Deutsche Schillergesellschaft, Marbach am Neckar 2017, ISBN 978-3-944469-16-4.

### Als Herausgeber
- mit Erdmut Wizisla: „Wo ich her bin …“. Uwe Johnson in der D.D.R. Edition Kontext, Berlin 1993, ISBN 3-86161-008-6.
- mit Thomas Herold, Gesine Treptow, Thomas Wild: Uwe Johnson. Befreundungen. Gespräche, Dokumente, Essays. Edition Kontext, Berlin 2002, ISBN 3-931337-40-5.
- Stille Post – Inoffizielle Schriftstellerkontakte zwischen West und Ost. Von Christa Wolf über Günter Grass bis Wolf Biermann. Ch. Links, Berlin 2005, ISBN 3-86153-349-9.
- Fontane als Biograph (= Schriften der Theodor Fontane Gesellschaft. Band 7). De Gruyter, Berlin 2010, ISBN 978-3-11-022478-8.
- Auslaufmodell »DDR-Literatur«. Essays und Dokumente. Ch. Links, Berlin 2018, ISBN 978-3-86153-974-2.
- Roland Berbig mit Irene Fußl (Hrsg.): „halten wir einander fest und halten wir alles fest!“ Ingeborg Bachmann, Günter Eich und Ilse Aichinger. Briefe (Salzburger Bachmann Edition). Suhrkamp/Piper, Berlin 2021, ISBN 978-3-518-42617-3.